# Sanfrid Welin

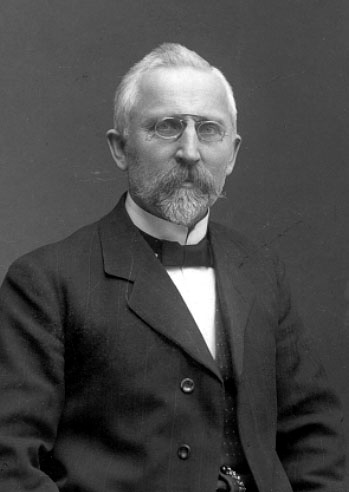
Sanfrid Welin (1912)

Karl Sanfrid Viktor Welin (* 11. Dezember 1855 in Ekeskogs; † 13. Januar 1954 in Skara) war ein schwedischer Museumsleiter, Lehrer und Schuldirektor.

## Leben
Welin schloss 1878 die Schule an der Norra Latin in Stockholm ab und wurde 1879 Student an der Universität Lund. 1885–1886 war er Lehrer an der Åsa folkhögskola und von 1886 bis 1896 an der Molkoms folkhögskola. 1892 gründete er die Frauenschule in Värmland und war bis 1896 deren Direktor. 1895 gründete er die Volkshochschule der Provinz Älvsborgs län neu und war bis 1921 deren Direktor. Anschließend gründete er 1905 die Landesschule des Landkreises und war bis 1912 deren Direktor. Danach war er Schulleiter bis 1921.
Er wurde ein korrespondierendes Mitglied der Kungliga Vitterhets Historie och Antikvitets Akademien im Jahr 1920. Im selben Jahr wurde er Kurator am Västergötland Museum. Er war Mitglied der zweiten Kammer des Parlaments für die Lantmanna- och borgarpartiet 1914–1920 (stellvertretender Vorsitzender des Ausschusses für amtierende Schulen) und Laiendelegierter für die Diözese Skarabei der Versammlung der Kirche im Jahr 1926. Er war ein Ritter des Nordstern-Ordens.